# Észak-európai országok éghajlata
Az észak-európai országok éghajlatát Dánia, Finnország, Izland, Norvégia, Svédország, valamint a hozzájuk tartozó külbirtokaik, Grönland, Feröer, továbbá Åland területén előforduló éghajlati jellemzők alkotják. A fent említett területeken a júliusi átlagos maximum hőmérséklet 23 °C, míg Koppenhágában, Helsinkiben és Oslóban ugyanezen érték + 22 °C.

## Évszakos jellemzők

### Tél
Dániában a januári hőmérsékleti átlagok –2 °C és +4 °C közt alakulnak, ugyanakkor a leghidegebb hónap a február, amikor is a havi középhőmérséklet 0 °C. Február során Dániában a napi átlag napos órák száma 7-8 körül alakul.
Izlandon a tél általában jóval enyhébb, mint az azonos földrajzi szélességeken fekvő területeken. A partvidéki síkságok, alföldek januári átlaghőmérséklete 0 °C körül alakul, míg az Izlandi-felföldön a januári átlaghőmérséklet –10 °C alatt marad általában. Izlandon a valaha mért leghidegebb hőmérsékleti érték –39,7 °C volt, de általában a legalacsonyabb hőmérsékletek –25 °C és –30 °C közt szoktak alakulni.
Norvégiában a partvidéki területeken enyhébbek a telek, míg a szárazföld belseje felé haladva, egyben a hegyvidékek felé a telek jóval hűvösebbek. Tél közepén, januárban Norvégia déli területein az átlagos napi napsütéses órák száma 5-6 közt alakul, míg egyre északabbra haladva fokozatosan 0 órára csökken a napi napos órák száma. Januárban a Norvégiában mérhető átlaghőmérséklet –6 °C és +3 °C közt alakul, míg a szomszédos Finnországban –6 °C és +1 °C közt van a januári átlag. Finnország sarkkörön túli területein a sarki éjszakának nevezett jelenség miatt nem kel fel télen a nap. ezeken a területeken január és február során gyakran csökken –15 °C alá a hőmérséklet. Februárban Finnország északi részén mintegy 6 órán keresztül van fenn a nap az égbolton. 

### Tavasz
Izlandon tavasszal enyhébb idő köszönt be. A napi átlaghőmérséklet májusban +4 és +10 °C közt alakul.

### Nyár
Dániában a júliusi átlaghőmérséklet +17 °C szokott lenni. 

## Fordítás
Ez a szócikk részben vagy egészben  a   Climate of the Nordic countries című angol Wikipédia-szócikk ezen változatának fordításán alapul.  Az eredeti cikk szerkesztőit annak laptörténete sorolja fel. Ez a jelzés csupán a megfogalmazás eredetét és a szerzői jogokat jelzi, nem szolgál a cikkben szereplő információk forrásmegjelöléseként.